# 中島興世
中島 興世（なかじま こうせい、1946年8月3日 - ）は、日本の元政治家。第6代恵庭市長（1期）、恵庭市議会議員（1期）を歴任した。

## 人物
樺太生まれ。恵庭市立恵北中学校、北海道恵庭南高等学校、北海道大学法学部卒業。1977年、恵庭市役所に入所。恵庭RBパーク交流研修室長（出向）、職員課長、農政課長、北海道自治研修センター教授、図書館長などを歴任。図書館長だった2000年に東京都杉並区に次いでブックスタートを開始した。
2003年4月、恵庭市議会議員にトップ当選で就任。
2005年11月13日に行われた恵庭市長選挙に出馬。自由民主党の推薦を受けた現職の黒氏博実を破り初当選した（中島：18,146票、黒氏：13,971票）。投票率は60.78％。11月26日、市長に就任。
2009年11月15日に行われた市長選では元県議の原田裕に敗れた（原田：19,449票、中島：13,195票）。

## 備考
- 恵庭市長在籍時は、JP恵庭駅西口再開発事業の中止、元市職員の公金着服事件への対応など市政運営ではことごとく議会と対立。議会は中島に対する問責決議案を5度も可決した[5]。

- 現在は日本学術会議協力学術研究団体である自治体学会の代表運営委員。未来政治塾講師。札幌学院大学非常勤講師（「地方自治論」を担当）。